# Nervo radial
O nervo radial é o mais importante ramo terminal do plexo braquial, sendo responsável pela inervação sensitiva da mão e motora do braço e antebraço (extensão e supinação).
O nervo radial é um nervo do corpo humano que abastece a parte posterior da extremidade superior. Ele enerva as cabeças medial e lateral do tríceps branquial assim como todos os 12 músculos do compartimento posterior do antebraço, as articulações associadas e a pele sobrejacente.Ele se origina do plexo branquial, carregando fibras da raiz ventral do nervo espinhal C5, C6, C7, C8 e T1. 
O nervo radial e suas ramificações proveem inervação motora ao compartimento posterior do braço (tríceps braquial e ancôneo) e aos músculos extensores extrínsecos do punho e da mão; ele também fornece inervação sensorial cutânea para a maior parte do dorso da mão, exceto o dorso do dedinho e a metade adjacente do dedo anular (que são enervados pelo nervo ulnar).   
O nervo radial se divide em um ramo profundo, que se torna o nervo interósseo posterior, e um ramo superficial, que enerva o dorso da mão.       

## Estrutura

Plexo braquial, origem do nervo radial.

O nervo radial se origina como um ramo terminal do fascículo posterior do plexo braquial. Ele atravessa o braço, primeiro no compartimento posterior do braço, depois no compartimento anterior do braço, e logo no compartimento posterior do antebraço. 

### No braço
Desde o plexo braquial, ele viaja posteriormente através do que frequentemente se chama de intervalo triangular ou hiato do tríceps (terminologia médica).
Uma vez tenha passado por esta fenda inter muscular, o nervo radial continua no braço de maneira medial  a lateral em conjugação com a artéria branquial profunda do braço. 
O nervo se ramificará primeiramente com a cabeça medial do tríceps braquial e então entrará num sulco no úmero,o sulco radial, onde enerva as cabeças laterais do tríceps. Acreditava-se que o nervo radial também provia inervação motora á cabeça longa do tríceps. No entanto, um estudo conduzido em 2004 determinou que, em 20 espécimes cadavéricos e 15 dissecações cirúrgicas, a cabeça longa do tríceps estava, em todos os casos, enervada por um ramo do nervo axilar.
Com as cabeças lateral e medial enervadas, o nervo radial surge do sulco radial no aspecto lateral do úmero. Aqui, ele perfura o septo intramuscular lateral e entra o compartimento anterior do braço. Então, ele corre inferiormente entre o músculo braquial e o músculo braquiorradial.
Quando o nervo radial alcança a parte distal do úmero, ele passa anteriormente para o epicôndilo lateral e continua para o antebraço.

### No antebraço
No antebraço, ele se ramifica em um ramo superficial (fundamentalmente sensorial) e um ramo profundo (fundamentalmente motor).
- O ramo superficial do nervo distal descende o antebraço pelo músculo braquiorradial. Ele então atravessa o braquiorradial para entrar na parte posterior do antebraço, próxima à parte de trás do punho. Ele dá inervação à face posterior do polegar, dedo indicador, dedo do meio, lado radial do dedo anular e bordo radial e dorso da mão (exceto o bordo cubital, inervada pelo nervo ulnar ou cubital).
- O ramo profundo do nervo radial perfura o músculo supinador e gira em torno do rádio sob a cobertura do supinador para alcançar a parte posterior do antebraço, onde novamente perfura o supinador; ao fazer isso passa a se chamar nervo interósseo posterior do antebraço. Ele perfura os músculos extensores posteriores e passa a ficar na membrana posterior interóssea, justo abaixo do músculo extensor curto do polegar. Ele continua a se mover junto a artéria posterior interóssea (um ramo profundo da artéria interóssea comum, que é uma ramo da artéria ulnar), e termina como um pseudo gânglio abaixo do retináculo extensor.

## Função
O que se segue são ramificações do nervo radial (incluindo o ramo superficial e profundo no nervo radial/nervo posterior interósseo).  

Inervação cutânea das extremidades superiores. Áreas inervadas pelo nervo radial estão coloridas em rosa.

### Cutânea
A inervação cutânea do nervo radial é provida pelas seguintes ramificações:
- Nervo cutâneo posterior do braço (origina-se na axila)
- Nervo cutâneo inferior lateral do braço (origina-se no braço)
- Nervo cutâneo posterior do antebraço (origina-se no braço)

O ramo superficial do nervo radial fornece inervação sensorial para grande parte do dorso da mão, incluindo a pele entre o dedão e o dedo indicador.

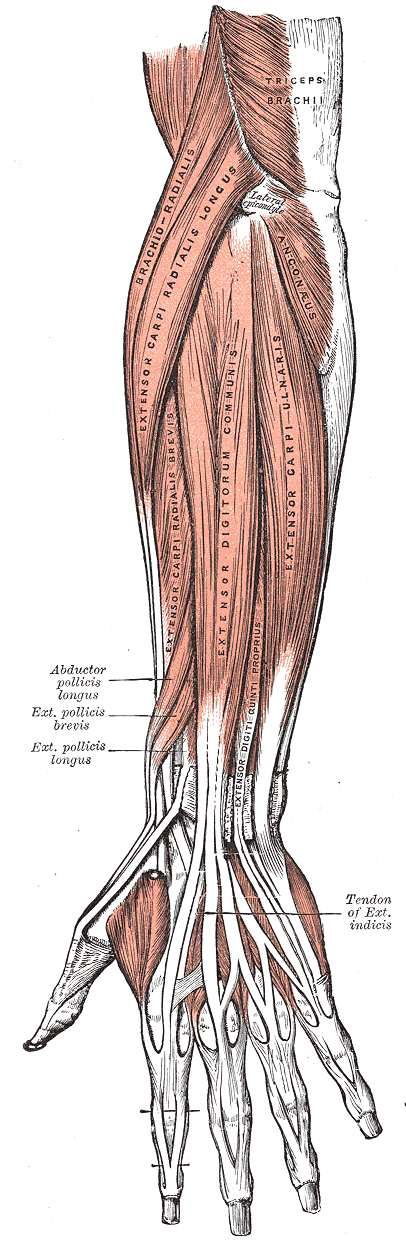
Músculos do antebraço posterior. Todos os músculos legendados são inervados pelos nervo radial e representam todos os músculos que o nervo radial inerva, exceto pelo supinador.

### Motora
Ramos musculares do nervo radial:
- Tríceps braquial (cabeças lateral e medial)
- Músculo ancôneo
- Músculo braquiorradial
- Músculo extensor radial longo do carpo

Ramo profundo do nervo radial:
- Músculo extensor radial curto do carpo
- Músculo supinador

Nervo posterior interósseo (continuação do ramo profundo após o supinador):
- Músculo extensor dos dedos

- Músculo extensor do dedo mínimo
- Músculo extensor ulnar do carpo
- Músculo abdutor longo do polegar
- Músculo extensor curto do polegar
- Músculo extensor longo do polegar
- Músculo extensor do índex

O nervo radial (e seu ramo profundo) fornecem inervação motora ao músculos no compartimento posterior do braço e antebraço, que são majoritariamente extensores.

## Significância clínica

### Lesão
Lesões do nervo radial em diferentes níveis podem causar diferentes síndromes com déficits motor e sensorial variáveis. 

#### Na axila
- Mecanismo comum de lesão: paralisia do sábado à noite.
- Déficit motor:
  - Perda de extensão do antebraço, fraqueza na supinação e perda de extensão nas mãos e dedos.
  - Presença de paralisia do nervo radial devido a inabilidade de estender as mãos e dedos.
- Déficit sensorial: Perda de sensibilidade na parte lateral do braço, antebraço posterior, a metade radial do dorso da mão e o lado dorsal do polegar, indicador, médio e metade do anelar, excluindo o leito ungueal.

#### No meio do braço
- Mecanismo comum de lesão: Fratura da diáfise do úmero.
- Déficit motor:
  - Fraqueza de supinação e perda de extensão nas mãos e dedos.
  - Presença de paralisia do nervo radial devido a inabilidade de estender as mãos e dedos.
- Déficit sensorial: Perda de sensibilidade no antebraço posterior, na metade radial do dorso da mão e o lado dorsal do polegar, indicador, médio e metade do anelar, excluindo o leito ungueal.

#### Justo abaixo do cotovelo
- Mecanismo comum de lesão: fratura do rádio, fratura ou luxação do cotovelo, gesso ou tala apertada, nódulos reumatóides, injeções devido ao cotovelo de tenista, lesão no ramo profundo do nervo radial que perfura a cabeça radial e causa a síndrome do nervo posterior interósseo.

- Déficit motor:
  - Fraqueza na extensão das mãos e perda na extensão dos dedos.
  - Presença de dedo da mão em martelo e paralisia parcial do nervo radial, uma vez que o músculo extensor radial longo do carpo e  músculo braquiorradial estão funcionando.
- Déficit sensorial: Nenhum, a sensibilidade é suprida pelo nervo radial superficial.

#### No antebraço distal
- Mecanismo comum de lesão: Síndrome de Wartenberg, devido ao apresamento do nervo debaixo da inserção tendinosa do músculo braquiorradial, bijuterias e pulseiras de relógio apertadas.
- Déficit motor: Nenhum
- Déficit sensorial: Entorpecimento e formigamento na metade radial do dorso da mão e o lado dorsal do polegar, indicador, médio e metade do anelar, excluindo o leito ungueal.
- Na sindrome de WaNervo rtenberg, há uma dor significativa na parte radial do punho e semelhança de sintomas com a síndrome de De Quervain. O teste de Finkelstein pode dar positivo.[2]

## Imagens adicionais

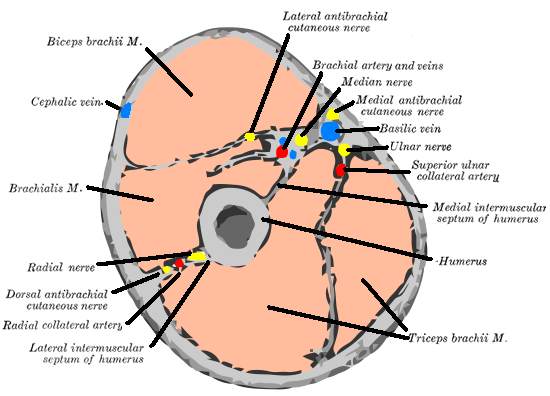
Seção transversal do meio à parte superior do braço.
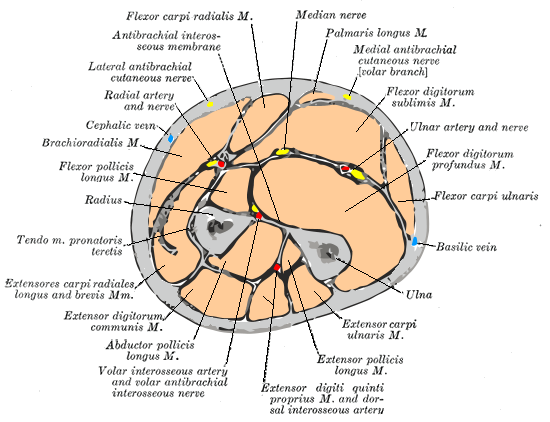
Seção transversal do meio do antebraço.
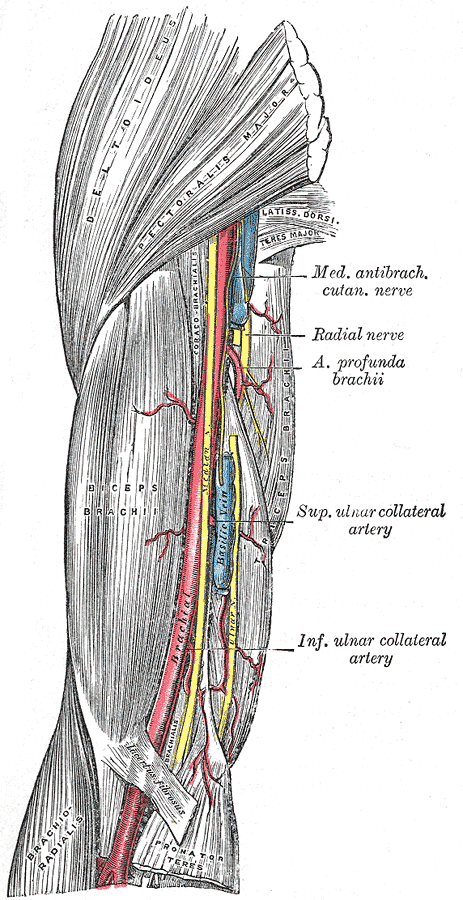
Artéria braquial.
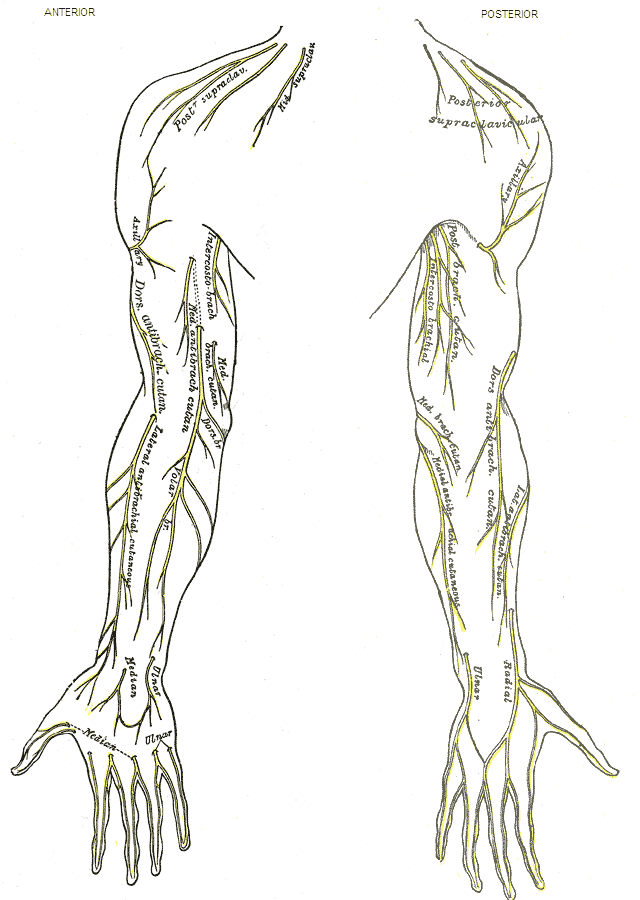
Nervos cutâneos da parte superior direita das extremidades.
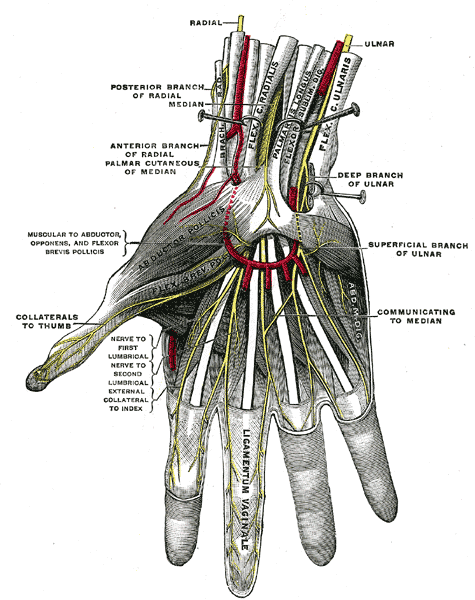
Nervos palmares superficiais.
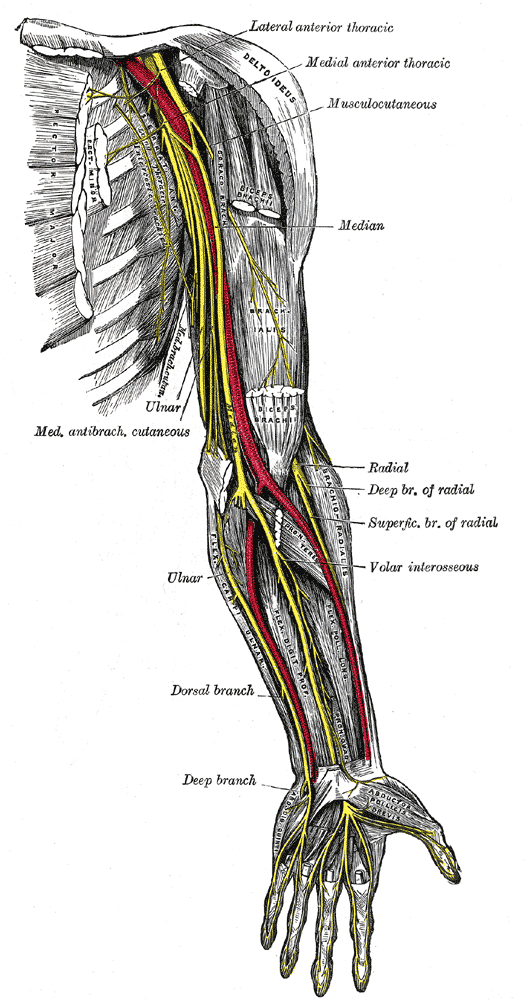
Vista anterior do membro superior, mostrando os nervos ulnar, mediano e radial.
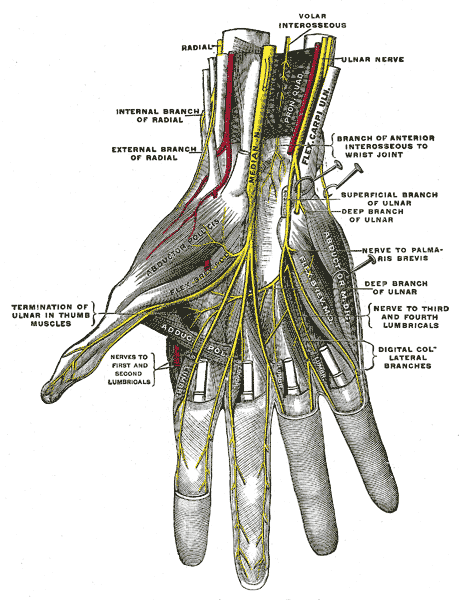
Nervos palmares profundos.
Frente da parte superior direita das extremidades, mostrando ossos, artérias e nervos.
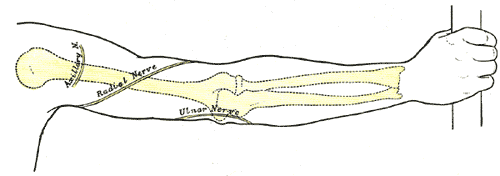
Parte de trás da parte superior direita das extremidades, mostrando ossos e nervos.
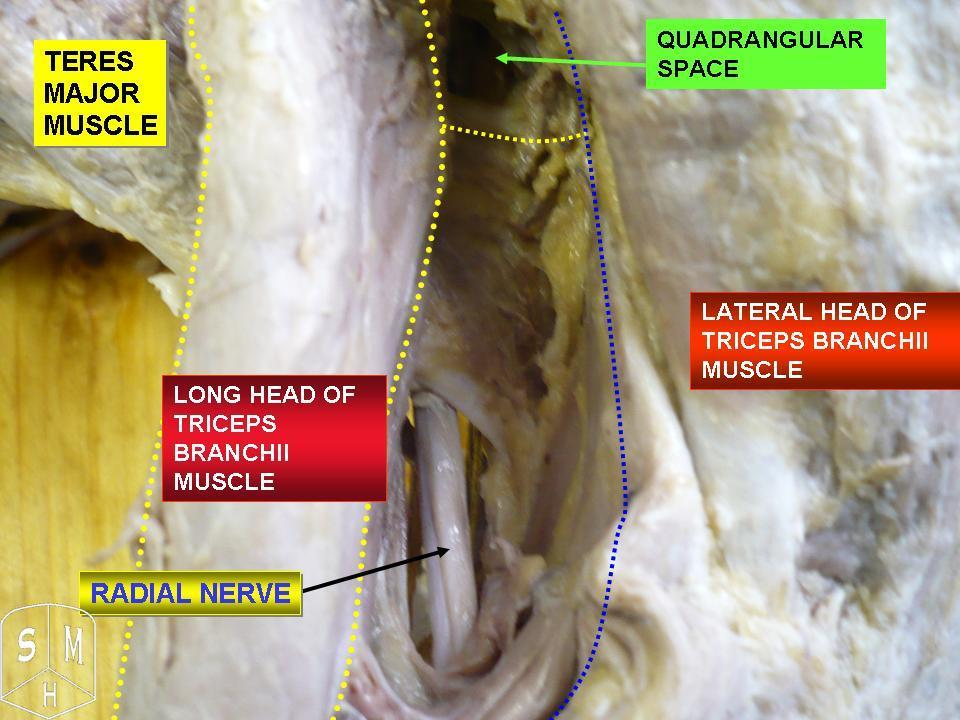
Nervo radial no membro superior direito, visão posterior.
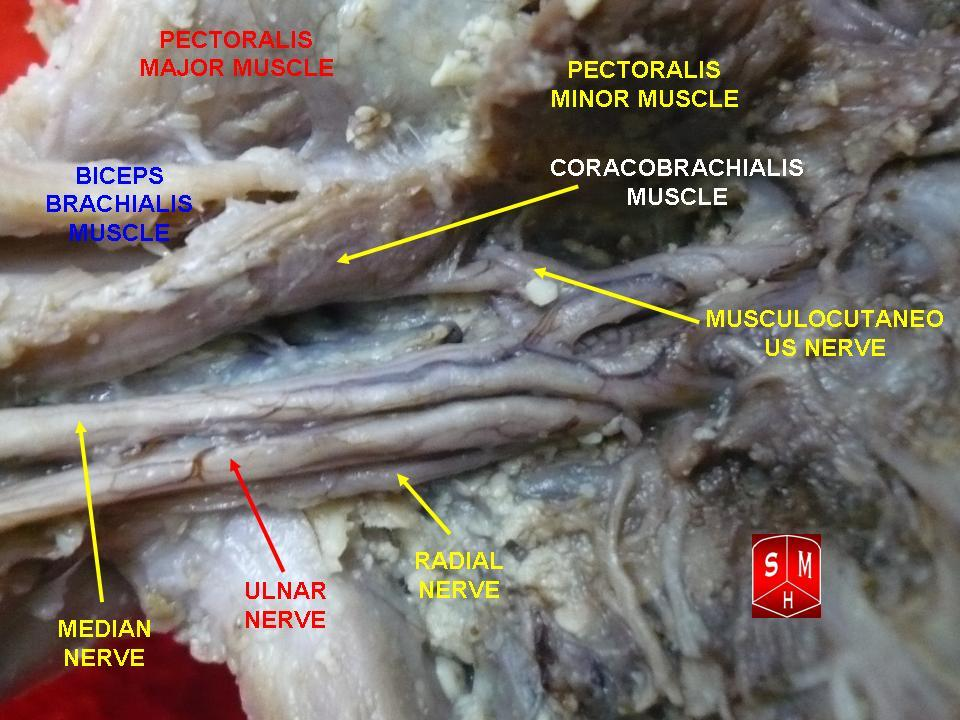
Nervo radial recém começando.
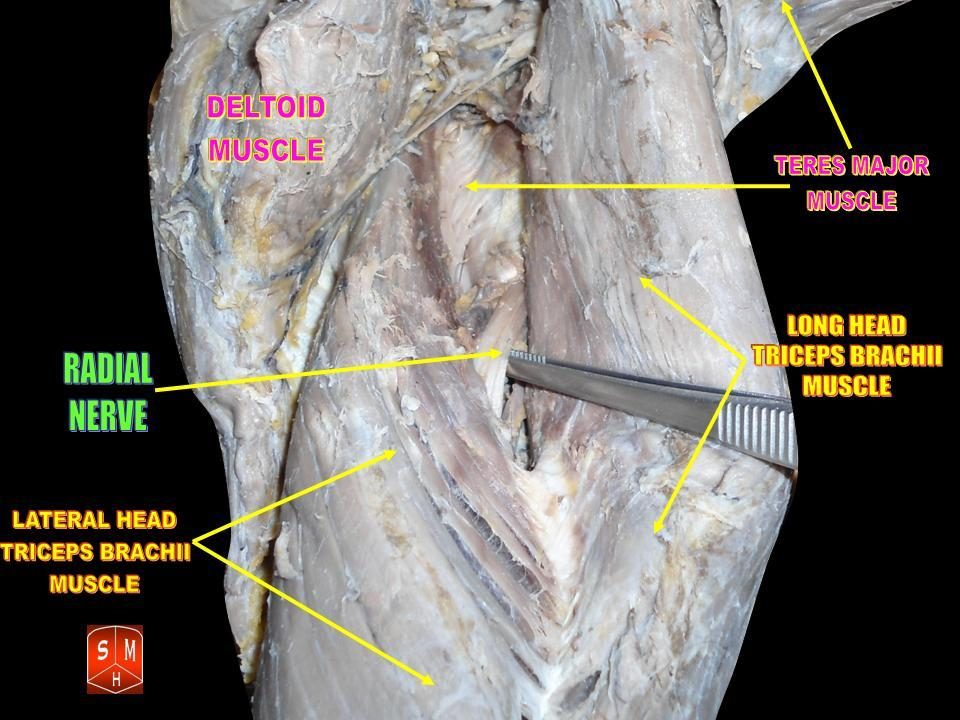
Nervo radial.
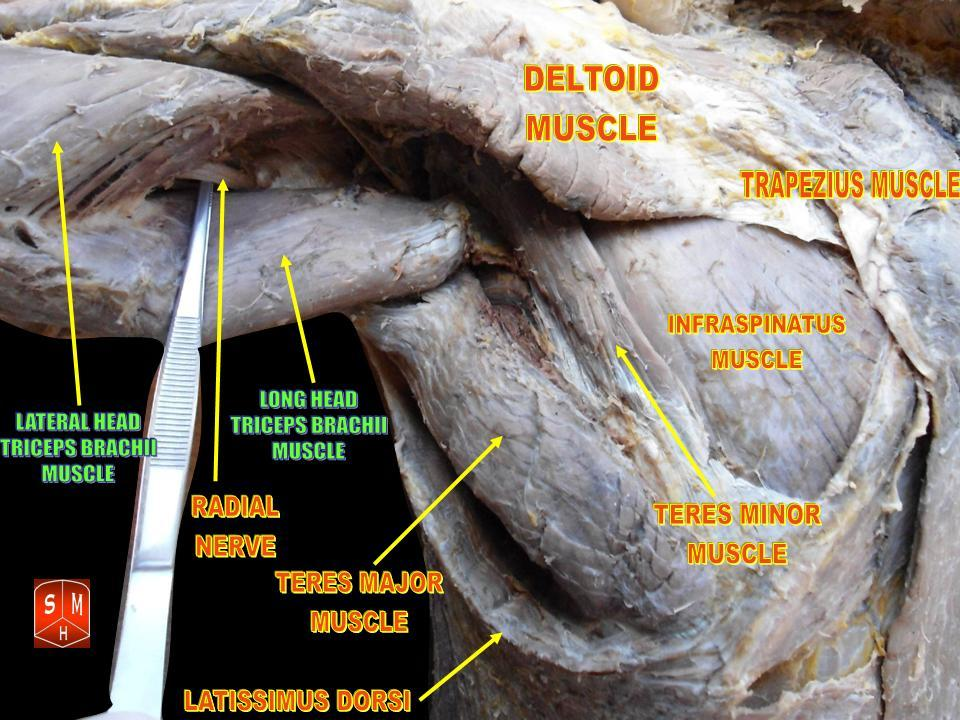
Nervo radial.
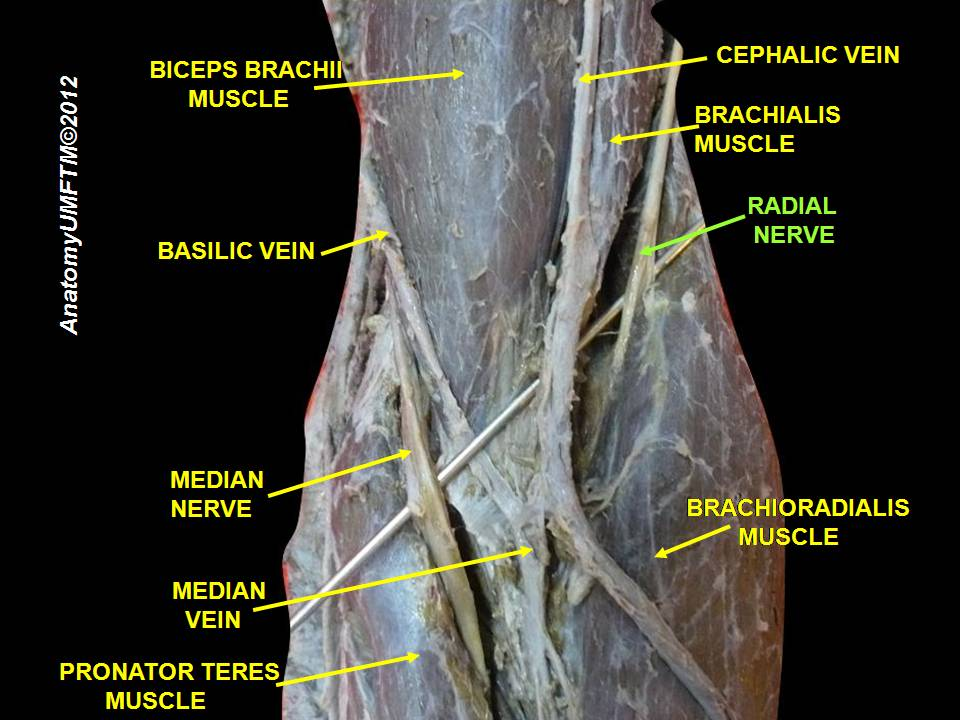
Nervo radial.
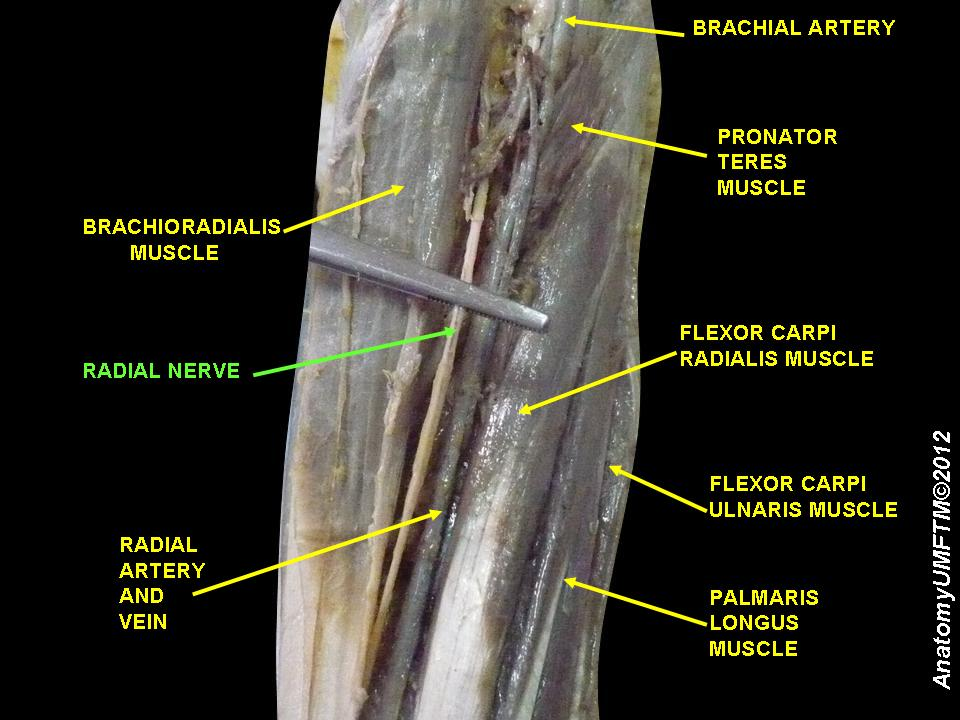
Nervo radial.
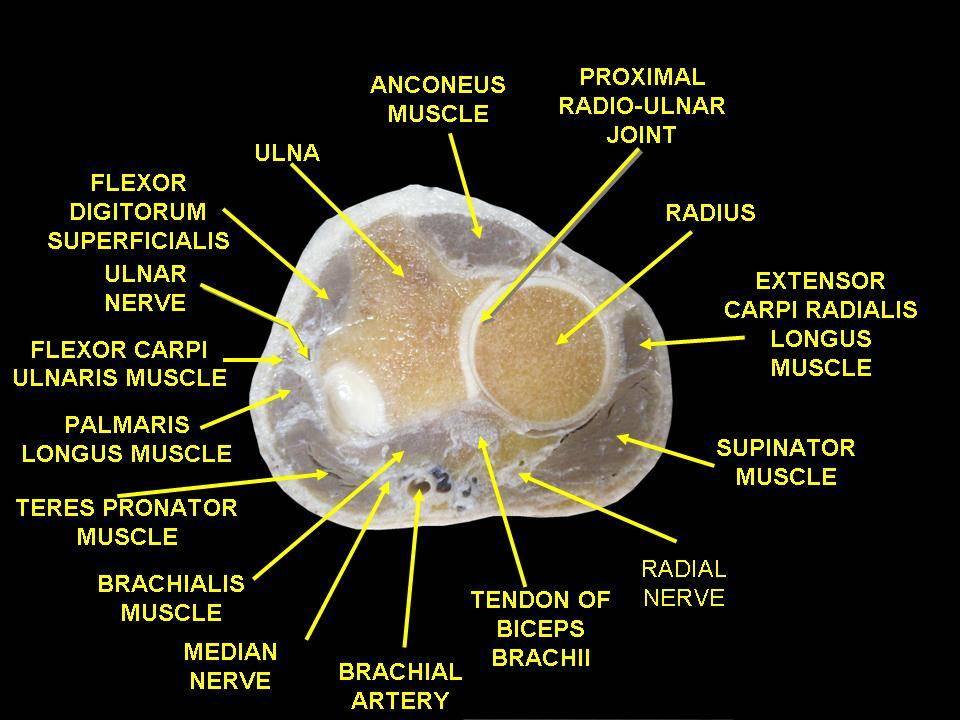
Músculo do membro superior. Seção transversal.